# Vécs
Vécs is een plaats (község) en gemeente in het Hongaarse comitaat Heves. Vécs telt 707 inwoners (2002).